# Karl Otto Meyer
Karl Otto Meyer (* 16. März 1928 in Sünderup, Kreis Flensburg-Land; † 7. Februar 2016 in Schafflund, Kreis Schleswig-Flensburg) war ein deutsch-dänischer Lehrer, Journalist und Politiker (SSW) in Schleswig-Holstein.

## Leben und Beruf
Karl Otto Meyer wurde 1928 in Sünderup geboren. Sein Vater stammte aus Heidelberg und fand 1911 eine Anstellung als Drucker bei der dänischen Tageszeitung Flensborg Avis. Meyers Mutter wurde 1904 in Oeversee (dänisch: Oversø) südlich von Flensburg geboren und engagierte sich später unter anderem im Schleswigschen Verein. Meyer besuchte ab Ostern 1934 die örtliche dänische Schule in Tarup und ab 1938 Duborg-Skolen in Flensburg. In seiner Freizeit engagierte Meyer sich bei den dänischen Pfadfindern. Im August 1944 wechselte er auf das Gymnasium in Sønderborg (Sønderborg Statsskole), musste die dortige Ausbildung jedoch bereits im Oktober des gleichen Jahres abbrechen, da er in Flensburg zur Musterung erscheinen musste. Kurze Zeit später erhielt er die Einberufung zum Arbeitsdienst im Wehrmachtseinsatz im Generalgouvernement im besetzten Polen. Nach Abschluss des Arbeitsdienstes in Polen kehrte Meyer im Januar 1945 nach Flensburg zurück, wo er die Einberufung an die Westfront erhielt. Meyer desertierte jedoch, indem er sich am 16. Januar über die Grenze nach Dänemark begab und sich dort unter den drei verschiedenen Decknamen Knud Magnussen, Magnus Knudsen und Knud Hansen dem Widerstand gegen die deutsche Besatzung auf der Insel Fyn anschloss.
Zwischen 1945 und 1949 absolvierte Meyer eine Lehrerausbildung am Skårup Statsseminarium bei Svendborg, die er 1949 abschloss. Während seiner Seminarzeit war Meyer noch Mitglied der Hjemmeværnet. Nach seiner Rückkehr nach Südschleswig wirkte er zunächst als Lehrer der Husum danske Skole in Husum. Ein Jahr später wurde er Schulleiter der dänischen Schule in Schafflund (bis 1963). Als sich Meyer in der Nachkriegszeit öffentlich gegen die deutsche Wiederbewaffnung aussprach, wurde er 1952 mit einem Berufsverbot belegt, gegen das er erfolgreich vor dem Oberverwaltungsgericht Lüneburg klagte. Von 1963 bis 1983 war Meyer Chefredakteur der dänischen Zeitungen Flensborg Avis und Südschleswigsche Heimatzeitung. Daneben war er von 1971 bis 1996 Mitglied des Schleswig-Holsteinischen Landtags. Anschließend arbeitete er als freier Journalist.
Meyer war verheiratet und Vater von fünf Kindern; sein Sohn Flemming Meyer ging ebenfalls in die Politik, war von 2005 bis 2021 SSW-Parteivorsitzender und von 2009 bis 2020 Mitglied des Landtags von Schleswig-Holstein.

## Partei
Seit seiner Jugend war Meyer Mitglied der Partei der dänischen Minderheit SSW, deren Vorsitzender er von 1960 bis 1975 war.

## Abgeordneter
Von 1959 bis 1974 und 1979 bis 2003 war Meyer Gemeinderatsmitglied in Schafflund. Von 1959 bis 1971 gehörte er auch dem Kreistag des damaligen Kreises Flensburg-Land an.
Meyer war vom 26. Oktober 1971, als er für den verstorbenen Friesen Berthold Bahnsen nachrückte, bis 1996 einziger SSW-Landtagsabgeordneter in Schleswig-Holstein. Dort war er von 1988 bis 1996 Vorsitzender der „Begleitenden Verfassungskommission“. Er wurde vom Schleswig-Holsteinischen Landtag in die Bundesversammlungen 1989 und 1994 gewählt.
Meyer setzte eine deutliche Erhöhung der staatlichen Zuschüsse für die Schulen der dänischen Minderheit durch. 

## Grenzfrage
Für Irritationen sorgte Karl Otto Meyer 2013 in einem Interview, das der SSW-Politiker dem Magazin des Dänischen Grenzvereins, „Grænsen“, gab. Darin gab er seiner Hoffnung Ausdruck, dass mittels einer noch zu schaffenden, dänisch gesinnten Mehrheit im deutschen Landesteil Schleswig eines Tages die Grenze wieder durch eine demokratische Volksabstimmung bis zur Eider verschoben werden könne. Die Eider war bereits bis 1864 Südgrenze des dänischen Herzogtums Schleswig. Zudem traten im 19. Jahrhundert die dänischen Nationalliberalen mit einem gegen den damaligen Gesamtstaat gerichteten eiderdänischen Programm (≈Integration Schleswigs in den dänischen Kernstaat unter Abtrennung Holsteins) auf.

„“Hvad betyder grænsen?”
“Stort set betyder grænsen ikke noget for mig. Jeg kan leve med den grænse, sådan som vi har den. Men jeg skal da ærlig og redeligt indrømme, at jeg håber, vi en skønne dag får ændret denne grænse.”
“Hvordan?”
“Ved at vi får flertallet. Jeg belyser det for det meste med, at jeg har 12 børnebørn, og jeg har 19 oldebørn. Så på et eller andet tidspunkt vinder vi jo nok flertallet.”
“Hvad skal der så ske?”
“Så ændrer vi søreme grænsen.”
“Hvordan skal den ændres?”
“Jeg går ud fra, vi flytter den ned til Ejderen. Men som sagt, det er en drøm, der ligger langt ude i en fjern fremtid.”“

„Was bedeutet Dir die Grenze?“
„Praktisch betrachtet, bedeutet die Grenze nichts für mich. Ich kann mit der Grenze leben, so wie sie ist. Aber ich muss ehrlich sein und einräumen, dass ich hoffe, sie eines schönen Tages zu verändern.“
„Wie?“
„Dadurch, dass wir die Mehrheit werden. Ich illustriere das meistens daran, dass ich 12 Enkelkinder und 19 Urenkel habe. So werden wir zum einen oder anderen Zeitpunkt die Mehrheit stellen.“
„Was soll dann geschehen?“
„Dann verändern wir die verdammte Grenze.“
„In welcher Art und Weise soll sie verändert werden?“
„Ich gehe davon aus, dass wir sie bis zur Eider schieben. Aber wie gesagt, das ist ein Traum, der weit in ferner Zukunft liegt.“

Die Reaktionen auf deutscher Seite waren von Entsetzen geprägt, dass ein langjähriger Begleiter des deutsch-dänischen Annäherungsprozesses im hohen Alter mit Vorstellungen an die dänischsprachige Öffentlichkeit trat, die aus der Zeit des Grenzkampfes stammten. Flemming Meyer, Karl Otto Meyers Sohn und Abgeordneter des SSW im Schleswig-Holsteinischen Landtag, erklärte daraufhin, die Äußerungen seines Vaters seien humorvoll gemeint gewesen und missinterpretiert worden.